# Dieter Georg Baumewerd

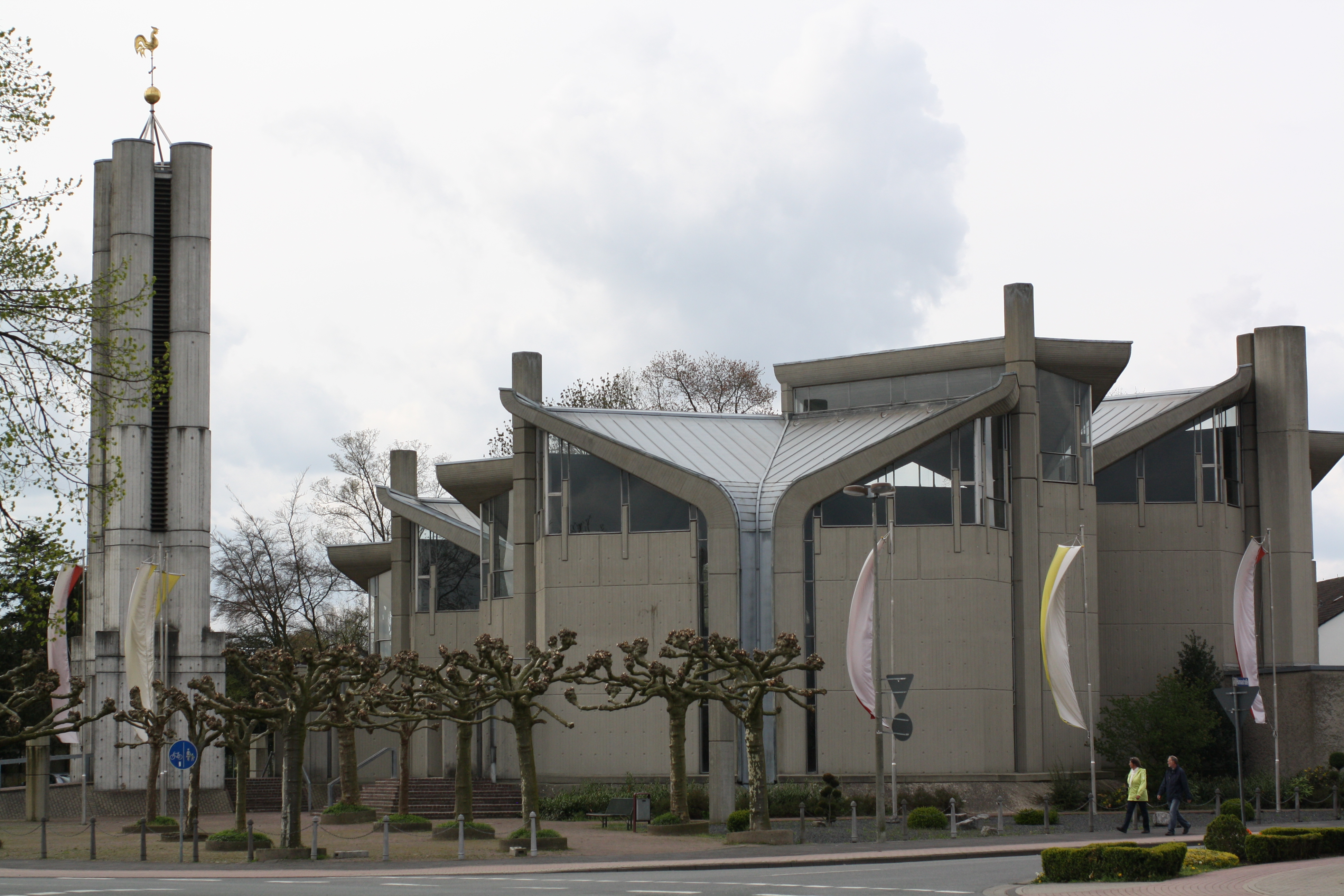
Kościół Ducha Świętego w Emmerich-Leegmeer (wieża dostawiona później)

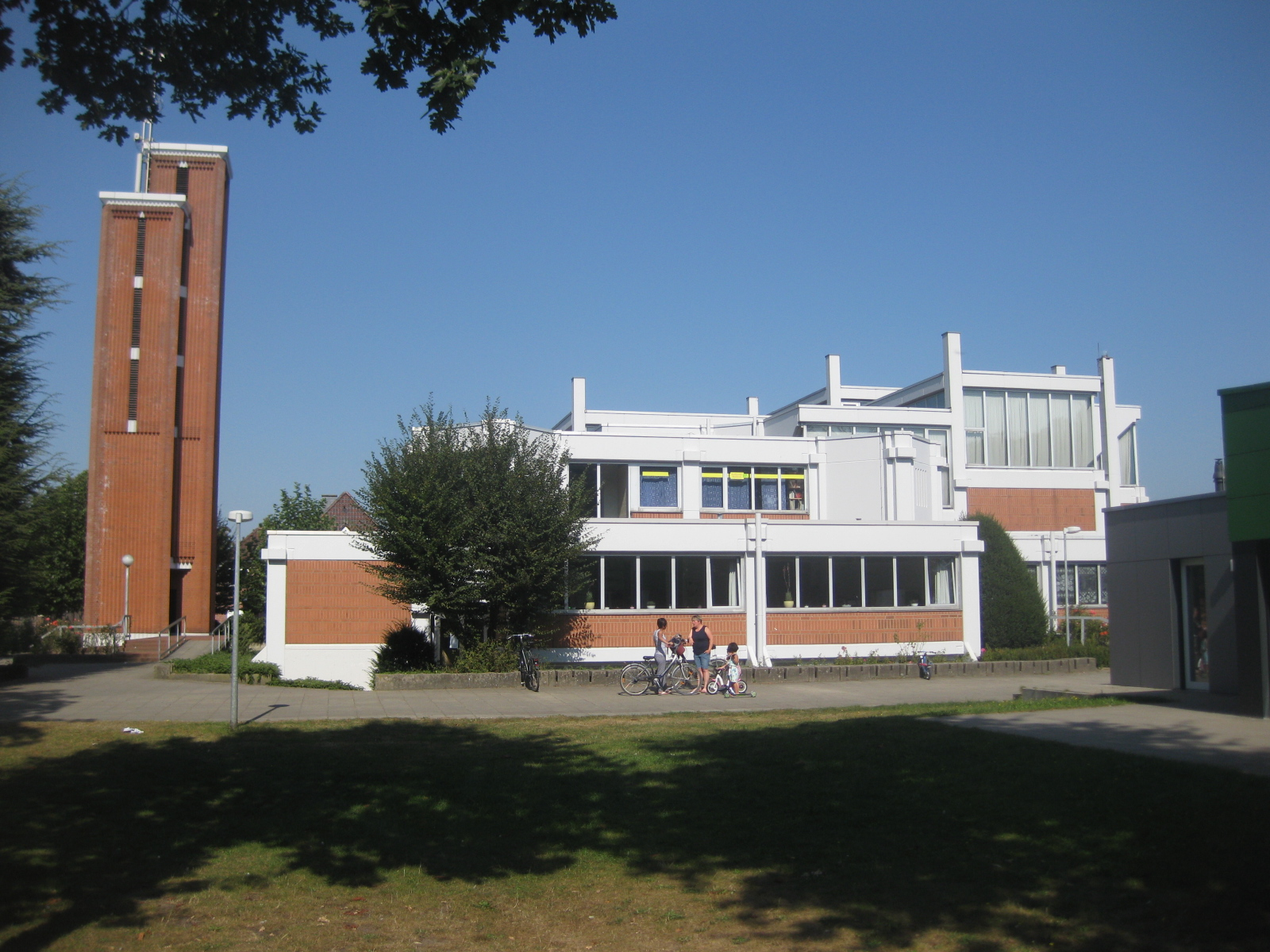
Kościół i siedziba gminy w Emsdetten (wieża dostawiona później)

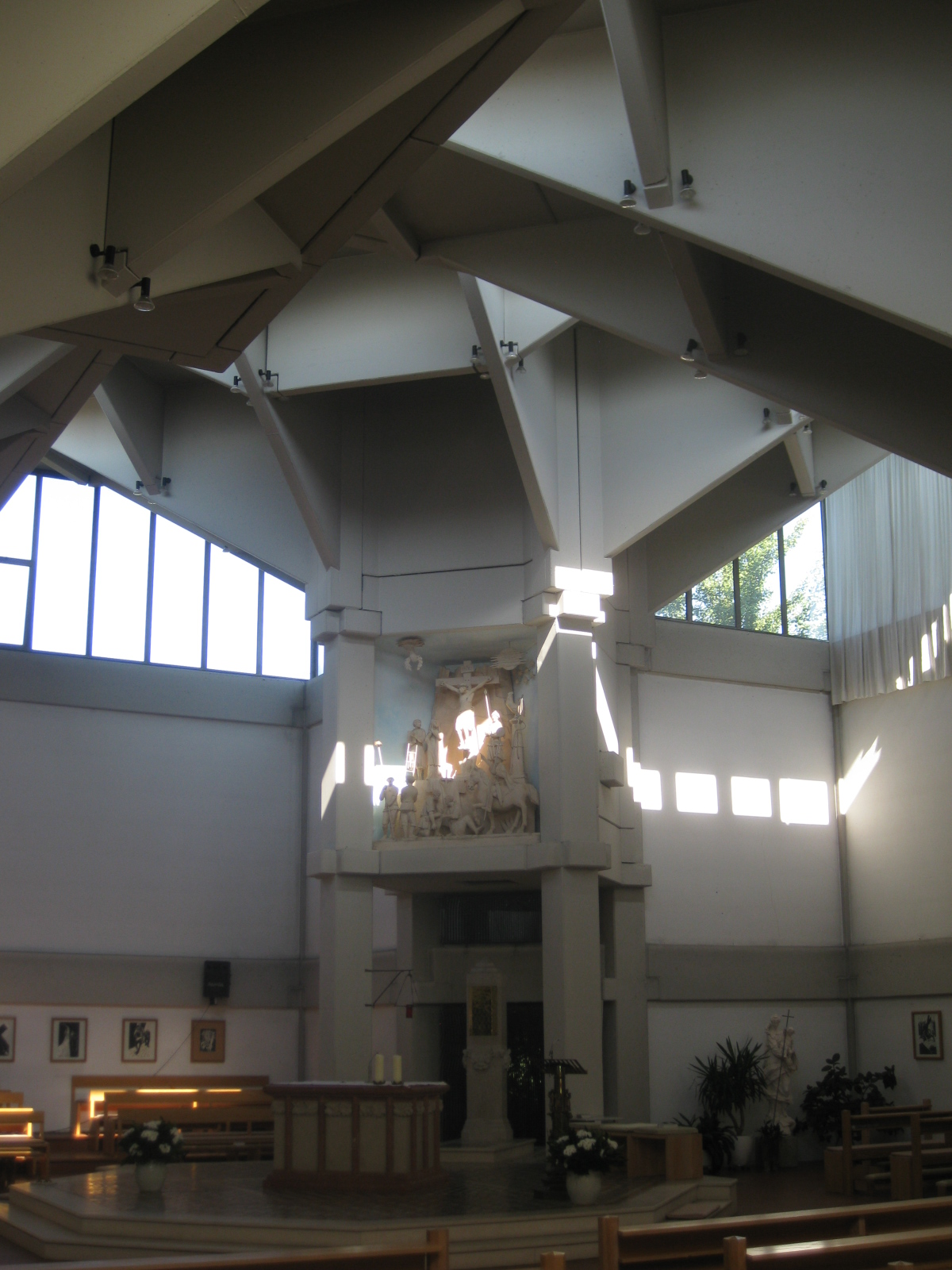
Wnętrze kościoła Świętego Ducha, Emsdetten

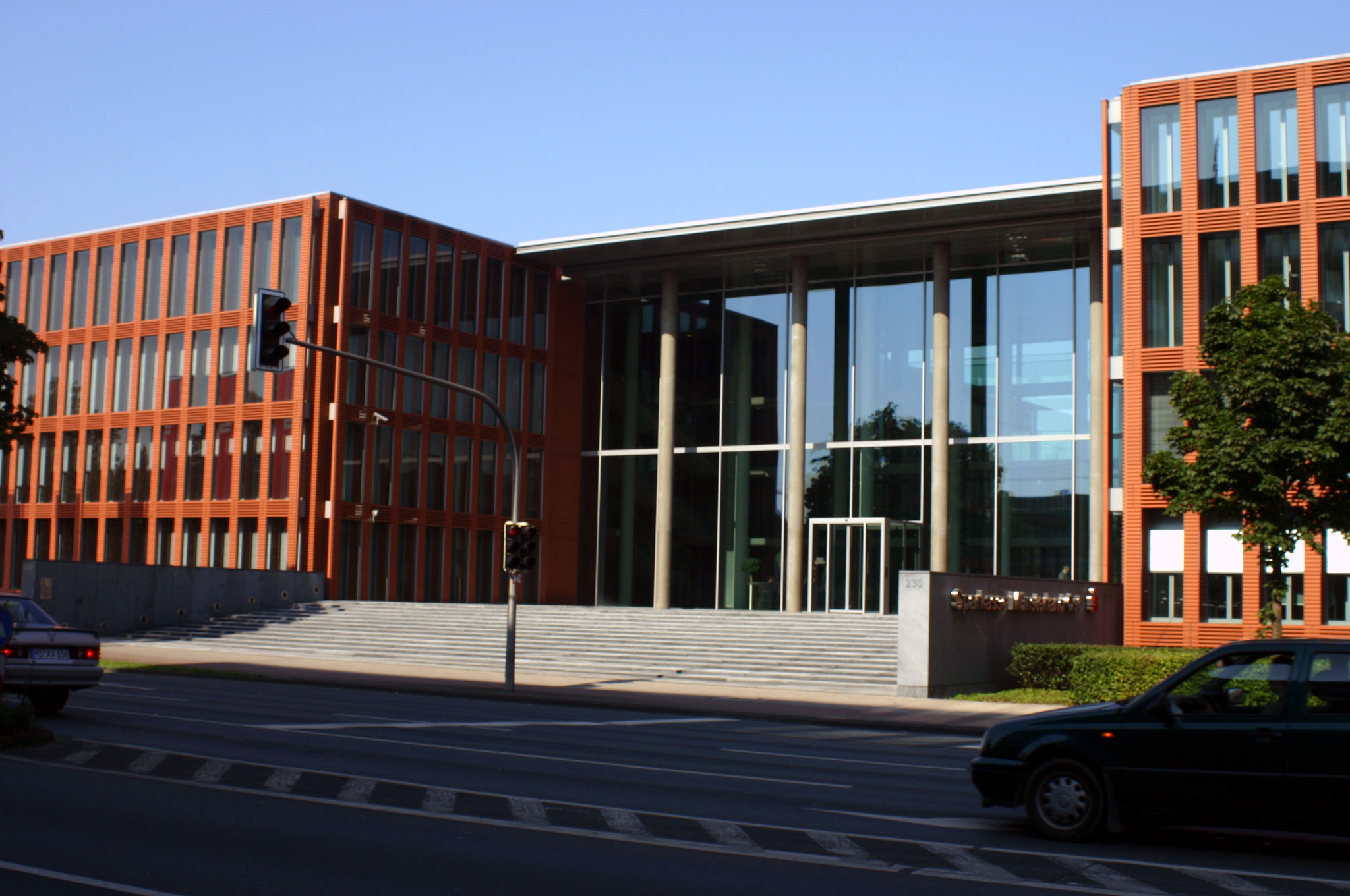
Budynek kasy oszczędnościowej Sparkasse w Münster (Westfalia)

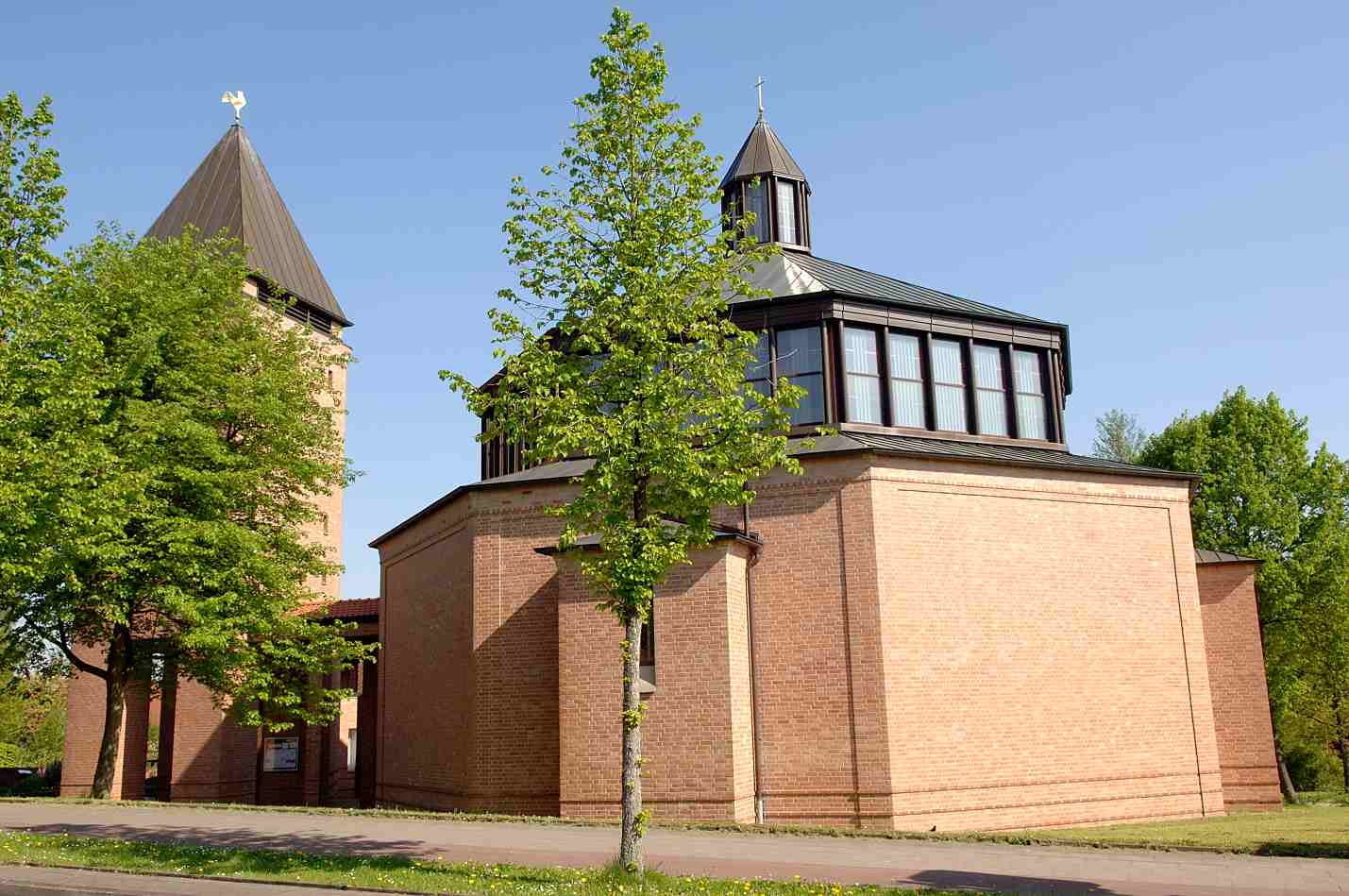
Kościół Ducha Świętego w Bielefeld

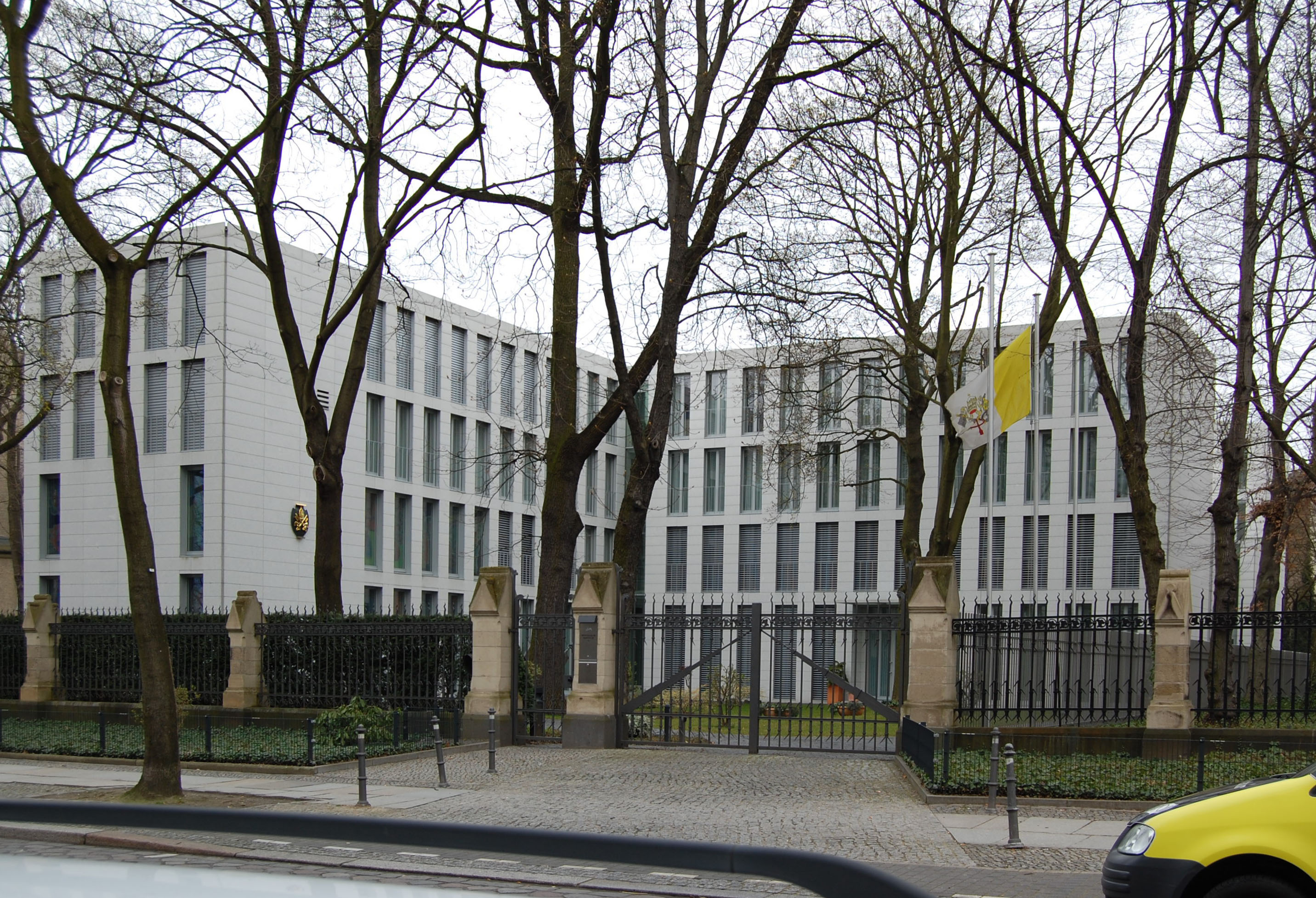
Nuncjatura Apostolska w Berlinie

Dieter Georg Baumewerd (ur. 13 lipca 1932 w Braniewie w Prusach Wschodnich, zm. 19 grudnia 2015 w Münster) – niemiecki architekt, znany głównie z projektowania i budowy obiektów sakralnych.

## Życiorys i twórczość
Dieter Georg Baumewerd dzieciństwo spędził we Fromborku. Tam jego ojciec Wilhelm Baumewerd (1900–1962) pracował jako budowniczy przy katedrze fromborskiej. Po przesiedleniu rodziny do Münster i nauce zawodu malarza (1948–1951) Dieter Georg Baumewerd pracował najpierw w tym zawodzie, potem odbył praktykę kreślarza budowlanego (1953–1955) w biurze architektonicznym ojca, a następnie studiował architekturę w państwowej Kunstakademie Düsseldorf.
Dieter Baumewerd studiował projektowanie u Hansa Schwipperta, budowę kościołów i urbanistykę u Rudolfa Schwarza. Zajął się budownictwem sakralnym. Po śmierci ojca w latach 1958–1962 ukończył budowę nowego sądu administracyjnego w Münster po wygranym konkursie, przejmując biuro projektowe po ojcu.
W ramach reformy edukacji w Nadrenii Północnej-Westfalii Baumewerd brał udział w licznych konkursach. Opracował wraz z biurem inżynierskim Appels elastyczny system budowlany, który wykorzystał we współpracy z architektem Frischem przy budowie nowej szkoły inżynierskiej w Steinfurcie (1. nagroda w 1964 r., wykonanie 1965–1976) i jednego z gmachów Uniwersytetu w Münster (1969–1971). Dla obiektów zewnętrznych i parkingów opracował siatkę projektową drzew, żywopłotów i wałów, która była wykorzystywana następnie przez architekta krajobrazu Heinza-Günthera Schulten przy opracowywaniu planu zagospodarowania przestrzennego dzielnicy Berlina Märkisches Viertel. W zakresie projektowania współpracował z profesorem rzeźbiarstwa Harrym Kramerem. W 1969 roku wygrał konkurs na projekt kościoła i centrum gminy w Emsdetten, który zbudował na podstawie własnego projektu.
W 1971 r. Baumewerd przyjął powołanie na stanowisko profesora w katedrze projektowania wnętrz w Fachhochschule Dortmund. Pracował tam aż do przejścia na emeryturę w 1997 roku.
W latach 1987–1991 Baumewerd był prezesem Związku Niemieckich Architektów w Nadrenii Północnej-Westfalii, a od 1987 do 2001 r. członkiem grupy roboczej ds. architektury Kościoła i sztuki sakralnej (AKASK) Komisji Liturgicznej Konferencji Episkopatu Niemiec. Był jurorem w konkursie na reorganizację liturgiczną katedry św. Jadwigi w Berlinie. Za swoje zasługi dla Kościoła przyznano mu Order Świętego Grzegorza Wielkiego.
Jego syn, Lukas Baumewerd, został również architektem.